# Szymon Zieliński
Szymon Zieliński herbu Świnka (ur. 14 listopada 1713 w Laskach, zm. 1784) – kasztelan rypiński od 1782 roku, chorąży nurski od 1746 roku, marszałek dobrzyński konfederacji barskiej od lutego 1769 roku.
Syn Karola (1690–1727) i Anny Jadwigi Suchcickiej. Wnuk Ludwika, kasztelana sierpeckiego. Poślubił Józefatę Podoską (1713–1783). Miał synów: Marcelego, Hieronima, Kajetana oraz córki: Barbarę, Faustynę i Mariannę.
W 1764 roku był elektorem Stanisława Augusta Poniatowskiego z ziemi dobrzyńskiej i posłem tej ziemi na sejm elekcyjny.
Dowodził oddziałem konfederatów barskich w bitwie z wojskami rosyjskimi pod Brodnicą. 14 marca 1769 roku wzięty do niewoli rosyjskiej w Szabdzie, z zesłania powrócił na przełomie 1773/1774 roku.
Po rodzicach dziedziczył Steklin i Nowogródek w ziemi dobrzyńskiej, po bracie Celestynie - 1/3 Wierzbicka, Osówki i Witowąża także w ziemi dobrzyńskiej. Z nabycia posiadał dobra Wolę k. Trutowa i Wymyślin, a także Komorowo w ziemi nurskiej i Bartniki w ziemi ciechanowskiej.